# Claire Din

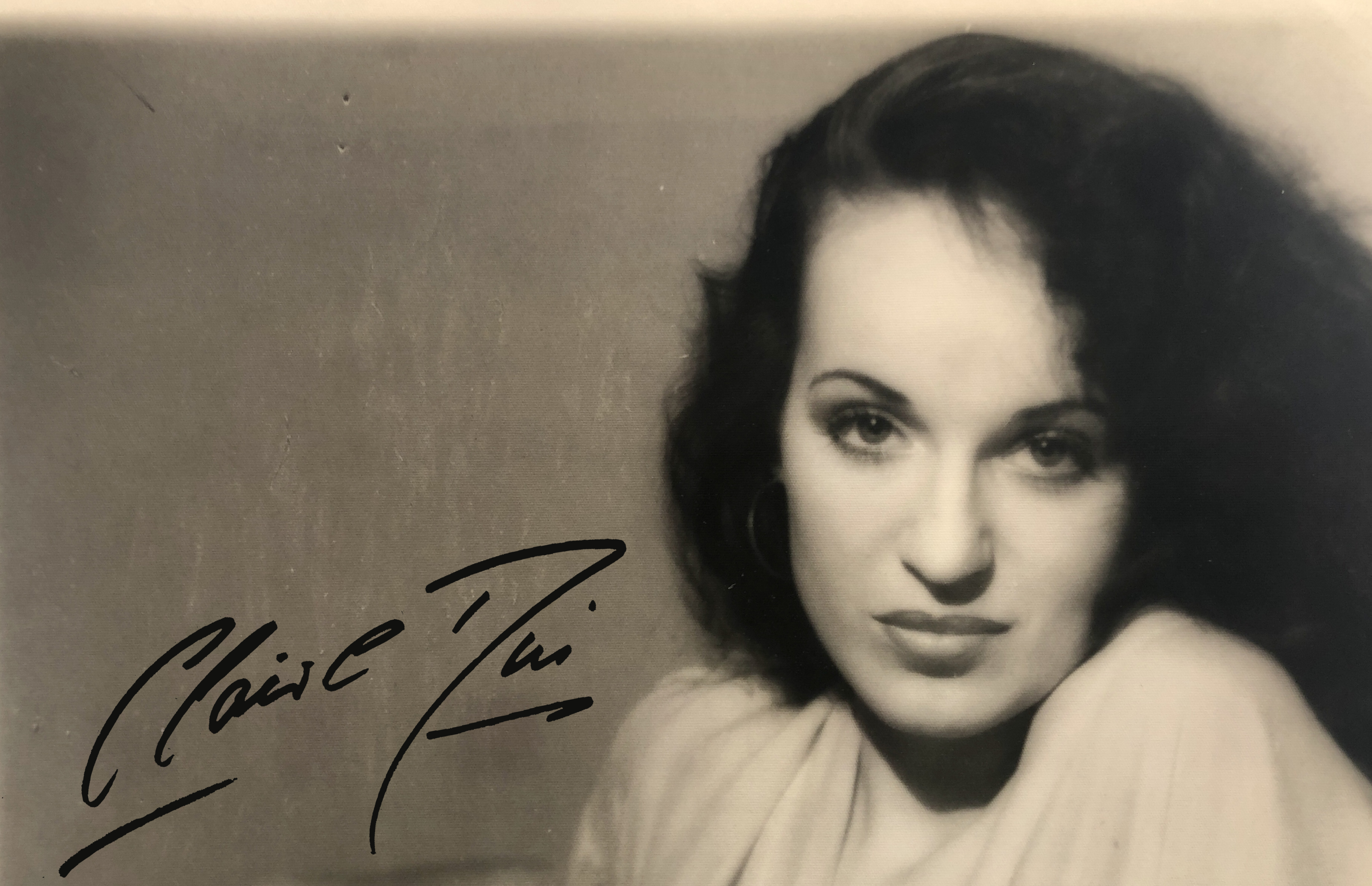
Claire Din

Claire Din (* 20. Mai 1958 in Eisenach als Karla Fröde; † 28. Mai 2020) war eine deutsche Lyrikerin und Textdichterin.

## Leben
Claire Din lebte von 1963 bis 1981 in Weimar. Sie absolvierte Berufsausbildungen zur Dekorateurin und Archivarin. Erste Gedichte wurden unter Pseudonymen veröffentlicht wie z. B. Heidi Fröhlich und Cara Karla. Sie erhielt an der Musikhochschule Weimar Gesangsunterricht. Es folgten Auftritte als Sängerin und Mannequin. 1978 wurde ihre Tochter geboren.
Durch Burkhard Lasch kam es zu einer Begegnung mit Harry Jeske von der Band Puhdys gefolgt von einer spontanen Übersiedlung von Weimar nach Berlin und der Veröffentlichung erster Liedertexte.
Din war Mentorin für Nachwuchsinterpreten und Mitglied im Autorenbeirat. Eine Produktion erfolgte mit österreichischen Interpreten wie S.T.S., Marlon Spanböchl u. a. durch die Scheibmaier Edition Wien. Außerdem kam es zu Begegnungen mit Ludwig Hirsch und Georg Danzer in Wien.
Die Publikation des Bandes Göttin der Nacht – Gedichte, Melodramen und Aphorismen erschien im Frieling Verlag. Zudem war sie Gastmoderatorin beim Rias 1 und außerdem zu Gast bei Swing and Talk mit Horst Jankowski und Petra Schürmann. Unter anderem erfolgten 1994 Ausstellungen „Kompositionen aus Bad Saarow“ in Berlin und Bonn.
Din arbeitete u. a. zusammen mit den Puhdys, Dagmar Frederic, Harald Juhnke, Mario Adorf, Ute Freudenberg, Angelika Milster, Fanny Krug, Rosalili, Ines Adler, Sabine Hettlich, Olaf Sander, Uwe Jensen, Norbert Hammerschmidt und Arndt Bause, Holger Stern und Eva Norel.
1996 lebte sie in Miami, reiste durch Kalifornien und präsentierte dort ihre Arbeiten. 1997 erfolgte ihre Rückkehr nach Berlin aus privaten Gründen.
Sie wurde am 9. September 2020 auf dem Hauptfriedhof in Weimar beigesetzt.

## Musikproduktionen (Auswahl)
Claire-Din-Musikproduktionen erfolgten u. a. in Zusammenarbeit mit Peter Meyer, André Bauer, Harry Jeske, Helmuth Brandenburg, Andreas Bicking, Dieter Birr, Franz  Bartzsch, IC Falkenberg, Uve Schikora, Holger Biege, Klaus Doldinger, Christian Bruhn, Arndt Bause, Maximilian Ponader und Christoph Titz.
- Urlaub auf dem Meeresgrund für Tina (Taktgefühl)
- Leidenschaft  für Tina Daute Komposition: Harry Jeske
- Sonnenschein im Blut orchestriert von Günter Gollasch
- Junges Blut 1983, für Holger Jagsch  Gruppe Rosalili
- Niemand wird so wieder werden und Tau mich auf für die Puhdys
- Gigolo für den Film 1998 Comeback für Freddy Baker mit Mario Adorf als Sänger
- By by Romeo, P17, Gruppe TURBO, Frank Fehse
- Die Zeit, Komponist: Andreas Bicking, orchestriert von Helmuth Brandenburg,
- Jagd auf Liebe für Rosalili
- Gruppe Setzei „Für die Lust zu zweit“  Arrangement: Lothar Joswiak
- Schwarze Flocken und Es ist Weihnachten, Melodie und Text für Ute Freudenberg  CD Im Namen der Liebe
- Baby so ein schöner Sommer, Komposition: Christian Bruhn für Andrea und Melanie
- Göttin der Nacht für Quaster Dieter Hertrampf
- Komm zu mir, Matthias Lauschus & Die Zöllner
- Taktgefühl für Tina Daute
- Urlaub auf dem Meeresgrund, Maxie und Tina
- Ich bin kein Blatt im Wind für Dagmar Frederic
- Paradies in Flammen, Uwe Jensen, 1993
- Immer wieder, Roberto Blanco Swinging in New York, 2013
- Glück haben in Zusammenarbeit mit dem Komponisten Christoph Titz (Rezitation/Sprecher:Julita Witt, Claire Din und Mario Adorf), Produktion 2019

## Bücher
- Göttin der Nacht. (gemeinsam mit  Beate Brüntrup), Frieling Verlag, Berlin 1998, ISBN 3-89009-163-6
- Tal der Berührungen. Liebesgedichte, Aphorismen, Lieder, Text/Bild-Kompositionen. Berlin 2002, ISBN 3-00-008405-3
- Action in Aquarella – Art Book, Katzengraben-Presse, Berlin-Köpenick 1996
- Texte und Fotos zur Autobiografie von Harry Jeske Mein wildes Leben und die PUHDYS, Ullstein Verlag, 1997, ISBN 978-3-548-35758-4, 2 Texte und 2 Fotos von Claire Din

## Auszeichnungen
- Silberner Bong als Textdichterin für Urlaub auf dem Meeresgrund und Komm zu mir mit Matthias Lauschus
- Art Book Spezial Miami Session in Aquarel